# Shippingport
Shippingport ist ein Borough im Beaver County, Pennsylvania. Das U.S. Census Bureau hat bei der Volkszählung 2020 eine Einwohnerzahl von 160 ermittelt. Bekannt ist die Ortschaft vor allem als Standort des ersten Atomkraftwerks im Osten der Vereinigten Staaten, dem Kernkraftwerk Shippingport.
Shippingport liegt im Westen des Beaver Countys am linken Ufer des Ohio Rivers. Dominiert wird der Ort von zwei Kraftwerken – dem Kernkraftwerk Beaver Valley im Westen und dem kohlebefeuerten Bruce-Mansfield-Kraftwerk einen Kilometer nordöstlich. Die Wohngebiete Shippingports befinden sich zwischen diesen beiden riesigen Kraftwerken. Über die Brücke der Pennsylvania Route 168 besteht eine Anbindung an Midland am gegenüberliegenden Ufer.

## Geschichte
Im 19. Jahrhundert war Shippingport nicht viel mehr als eine kleine Ansiedlung an einem Fährhafen, früher bekannt als Christler's Landing. Einige Bekanntheit erlangte der Ort in den 1850er Jahren als Werftplatz von einigen Flussdampfern. Zu einem Borought wurde Shippingport im Jahr 1910, die Gemeinde entstand aus dem Ostteil des Greene Townships und einem Teil des Raccoon Townships.
1954 begann der Bau des ersten zivilen Atomreaktors der USA, des Kernkraftwerks Shippingport, das bis 1982 in Betrieb war. Der erste Reaktor des wesentlich größeren AKWs Beaver Valley war ab 1976 am Netz, im gleichen Jahr folgte Block 1 des Bruce-Mansfield-Kraftwerks. Shippingport wurde wegen der Lage am Ohio als Standort ausgewählt, der Fluss versorgt die Kraftwerke mit Kühlwasser und dient als Transportweg für die enormen Kohlenmengen.